# Меппен
Меппен (нем. Meppen) — город в Германии, административный центр округа Эмсланд. Расположен на западе земли Нижняя Саксония.

## Этимология
Существует несколько версий происхождения названия Меппен.
Одно из них может восходить с старосаксонскому слову Mappe или Meppe , что обозначает устье реки (Mündung). Это может быть связано с тем, что до Средневековья река Хазе образовывала дельту с тремя рукавами при впадении в реку Эмс, где и располагалось поселение. Этому есть подтверждение в одном из документов на латыни, датированному 30 мая 946 года, где король Оттон I Великий дарует княжеству-аббатству Корвей торговые права и Баналитет. Там присутствует топоним Meppium, который можно перевести со старосаксонского как «поселение у устья».
Другая гипотеза связывает топоним Меппен со словом Meppelte, обозначающим на нижненемецком Полевой клён, который мог произрастать в данной области.
Начиная с 13 века на картах и в документах уже повсеместно используется топоним Meppen.

## История

### Доисторические сведения
- поселение Меппен-Нёдике восходит к позднему Палеолиту, а поселение Меппен-Эмслаге относят к эпохе Мезолита
- в Теглингене произведены раскопки могильного холма, относящегося к Культуре одиночных погребений
- в городском районе Эстерфельд при раскопках обнаружено поселение Железного века

### Исторические данные
Первое официальное упоминание о Меппене датируется 834 годом. В дарственной грамоте король Людовик I Благочестивый передает миссионерскую область Меппен монастырю Корвей. В 945 году уже Оттон I Великий дарует Меппену права на чеканку монет и таможню, а в 946 году и торговые права. Графиня Ютта фон Равенсберг продаёт свои владения в 1252 году мюнстерской епархии и Меппен входит в Мюнстерское княжество-епископство Священной Римской империи.
В 1360 году епископ Адольф III (граф Марка) дарует Меппену городские права.
До 1660 года Меппен развивался как город-крепость. В 1762 году, когда подходила к концу Семилетняя война, крепостные сооружения были разрушены, однако, внешние траншеи бывших фортификационных сооружений сохранились до сих пор. В 1803 году Меппен становится столицей герцогства Аренберг-Меппен, но уже в 1811 году включается Наполеоном в состав Франции и становится столицей кантона.
В 1813—1814 годах был занят прусскими войсками, с 1815 года включен в состав королевства Ганновер, которое с 1866 года становится прусской провинцией.
1 апреля 1885 года образован район Меппен в составе земли Пруссия, которая расформирована в 1945 году, а затем преобразована в 1946 году в Нижнюю Саксонию.
В ходе реформы 1 марта 1974 года образован город Меппен из 13 коммун, а 1 августа 1977 года в ходе объединения районов Линген, Меппен и Ашендорф-Хюммлинг Меппен становится столицей района Эмсланд.

### 1945 год. События в конце войны
Город не был сдан войскам союзников без боя на завершающей стадии Второй Мировой войны, что привело к тяжелым сражениям на его территории.
6 апреля 1945 года Вооружённые силы Канады подошли к городу и захватили лагеря для заключенных Ферзен и Фуллен. Далее в ходе боёв 7 и 8 апреля 1945 года с город был полностью освобожден и занят канадцами. Были разрушены мосты и церковь Густава-Адольфа, сильно пострадала также и церковь Св. Вита.
Входит в состав района Эмсланд. Население составляет 35 891 человек (на 31 декабря 2017 года). Занимает площадь 188,34 км². Официальный код — 03 4 54 035.
Город подразделяется на 7 городских районов. Об истории города можно справиться в статье Аренберг-Меппен.
| 1990   | 1995   | 2000   | 2005   | 2010   | 2017   | 2022   |
| ------ | ------ | ------ | ------ | ------ | ------ | ------ |
| 30 139 | 31 601 | 33 190 | 34 201 | 34 773 | 35 891 | 36 117 |

В городе расположено производство деревообрабатывающих станков фирмы Elektra Beckum. В 1990-е этот завод куплен компанией Metabo.
В городе дислоцируется Оборонно-технический центр вооружений и боеприпасов (нем. Wehrtechnische Dienststelle für Waffen und Munition) WTD 91.